# Vinkega
Vinkega est un village situé dans la commune néerlandaise de Weststellingwerf, dans la province de la Frise. Le 1er janvier 2009, le village comptait 218 habitants.